# Singada

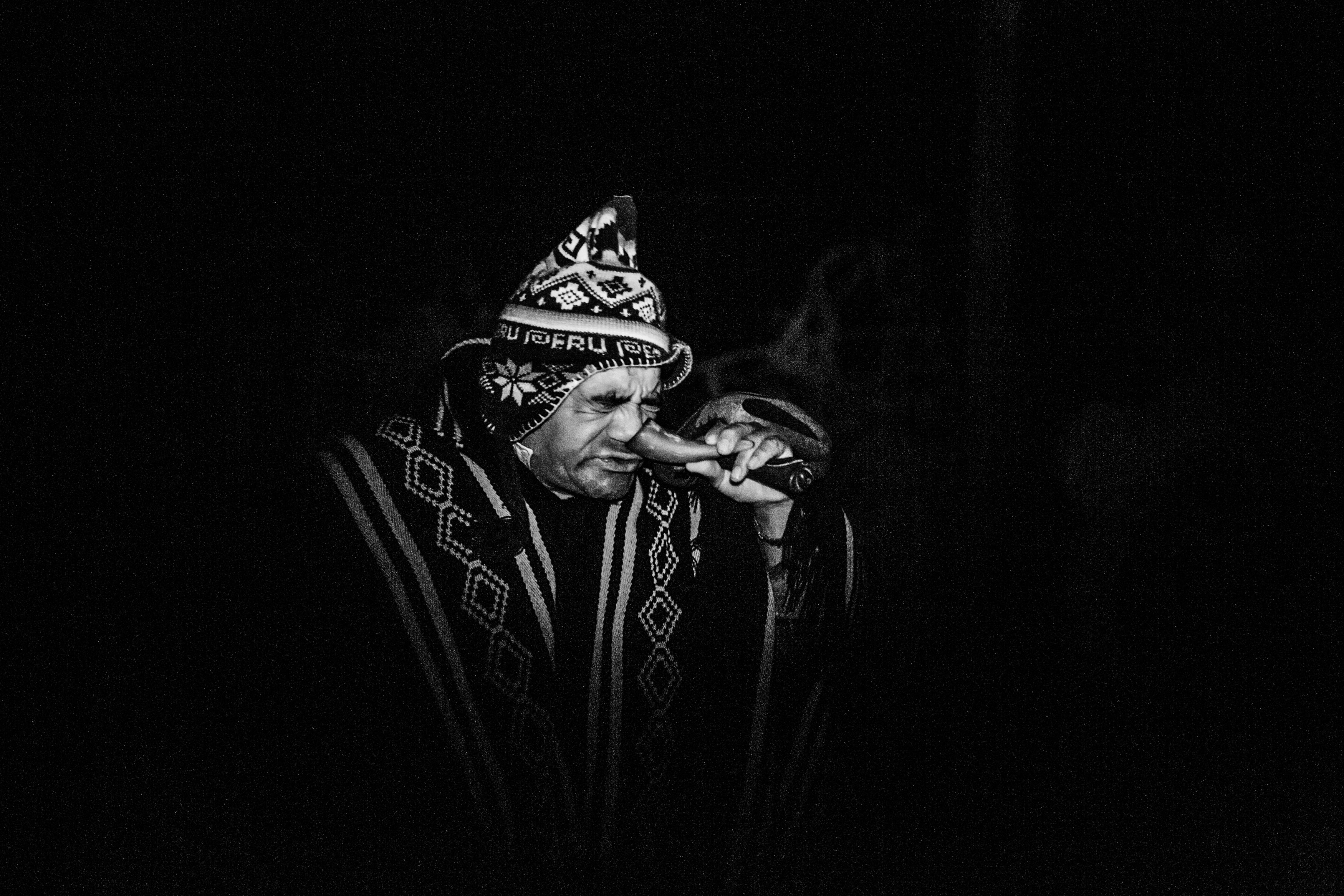
Chamán norteño peruano singando por la fosa nasal izquierda con un cacho de toro durante una ceremonia nocturna en Huancabamba.

La singada se refiere al acto de inhalar tabaco líquido macerado por la nariz como parte de las acciones llevadas a cabo en los rituales de sanación dentro de la mesa norteña, tradición medicinal de la costa y sierra norte del Perú. Se diferencia del rapé en que el tabaco inhalado por la nariz en la singada se encuentra en forma líquida mientras que en el rapé el tabaco se encuentra en polvo. La inhalación de tabaco líquido también se ha reportado entre los pueblos jivaroanos como los shuar en la amazonia de Ecuador y Perú, y los negros cimarrones del escudo guayanés.

## Etimología
La palabra 'singada' probablemente tenga su origen en la palabra sinqara del quechua central compuesto por:
- sinqa: nariz[7][8]
- -ra: sufijo de derivación verbal que expresa la continuidad de una acción sin interrupciones.[9]

### Sinonimia
- zingada, singara, levantar tabaco,[nota 1] singar tabaco[10]

## Distribución geográfica
El curanderismo norteño es una práctica que se lleva a cabo hoy en día en la parte nor occidental de Perú, en las regiones de Cajamarca, La Libertad, Lambayeque, Piura y Tumbes. Los especialistas rituales del norte peruano se distinguen de otros curanderos que comparten la capacidad de ver "más allá", en que pueden entrar en trance para la comunicación con el mundo de los espíritus y ser capaces de realizar operaciones en el mundo sobrenatural a partir del vuelo mágico extático, característica distintiva que los define como chamanes.

## Importancia cultural
El tabaco para los pueblos tradicionales de Sudamérica es una medicina, una de las plantas más populares (233 de 300 etnias sudamericanas la utilizan) y una de uso ancestral (circa 500 a. C.). Singar tabaco es una práctica ritual dentro del sistema de salud tradicional al igual que otras formas de preparación y uso tanto de las variedades Nicotiana tabacum y Nicotiana rustica (entre otras) como en la inhalación en rapé, el lamido del ambil, el mascado de las hojas, el fumado en pipa, como enema, en purga y aplicado en gotas sobre los ojos. Asimismo, tiene propiedades medicinales como analgésico y antiséptico natural para tratar dolores dentales, ayudar en la cicatrización de heridas y en el tratamiento de fracturas.
La importancia de la singada en el curanderismo norteño radica en sus propiedades mágicas: mejora la visión y percepción del chamán e incrementa la energía del paciente.

### Antecedentes coloniales
Las crónicas coloniales muestran la importancia del tabaco por sus propiedades medicinales y su administración intranasal durante el Virreinato del Perú. El Inca Garcilaso de la Vega, quien vivió entre 1539 y 1616, reportó en los Comentarios Reales de los Incas la inhalación del tabaco en polvo:

"De la yerba o planta que los españoles llaman tabaco y los indios sayri, usaron mucho para muchas cosas, Tomaban los polvos por las narices para descargar la cabeza. De las virtudes de esta planta han experimentado muchos en España y, así le llaman por renombre: la yerba sancta".
Garcilaso de la Vega Siglo XVI.

Bernabé Cobo, quien vivió entre 1580 y 1657, también da cuenta en su Historia del Nuevo mundo sobre la inhalación de la raíz del tabaco en polvo:

"A la raíz del tabaco silvestre llaman los indios del Perú, Coro, de la cual usan para muchas enfermedades. ... Tomados estos polvos en moderada cantidad por las narices, quitan el dolor de cabeza y jaqueca y aclaran la vista".
Bernabé Cobo Siglo XVI.

## Preparación y administración
La preparación del tabaco para la singada varía en función del uso ritual: para operaciones apotropaicas se utiliza «tabaco moro» (Nicotiana rustica o Nicotiana thyrsiflora) mientras que para operaciones propiciatorias se utiliza el «tabaco dulce» (Nicotiana tabacum). De acuerdo al antropólogo estadounidense Douglas Sharon que estudió al curandero Eduardo Calderón Palomino en Las Delicias en el distrito de Moche en la región La Libertad, a las hojas de tabaco se le agregan: agua Florida, agua cananga, perfume Tabú, jugo de lima dulce, alcohol de caña, azúcar blanca y cactus san pedro (Echinopsis pachanoi) hervido.
Para el uso, siempre dentro de un contexto ritual, se coloca una cantidad de tabaco macerado en una concha (Strombus spp.), en la parte superior de una vara de chonta, en un cacho de toro, o en un contenedor de mate o de cerámica. Luego, se lleva el recipiente a la nariz, inhalando primero por la fosa nasal izquierda para curar la enfermedad, y luego por la fosa derecha para incorporar los atributos que uno desea en la vida. La singada del «tabaco moro» macerado se realiza por lo general a medianoche mientras que el «tabaco dulce» se levanta al amanecer.

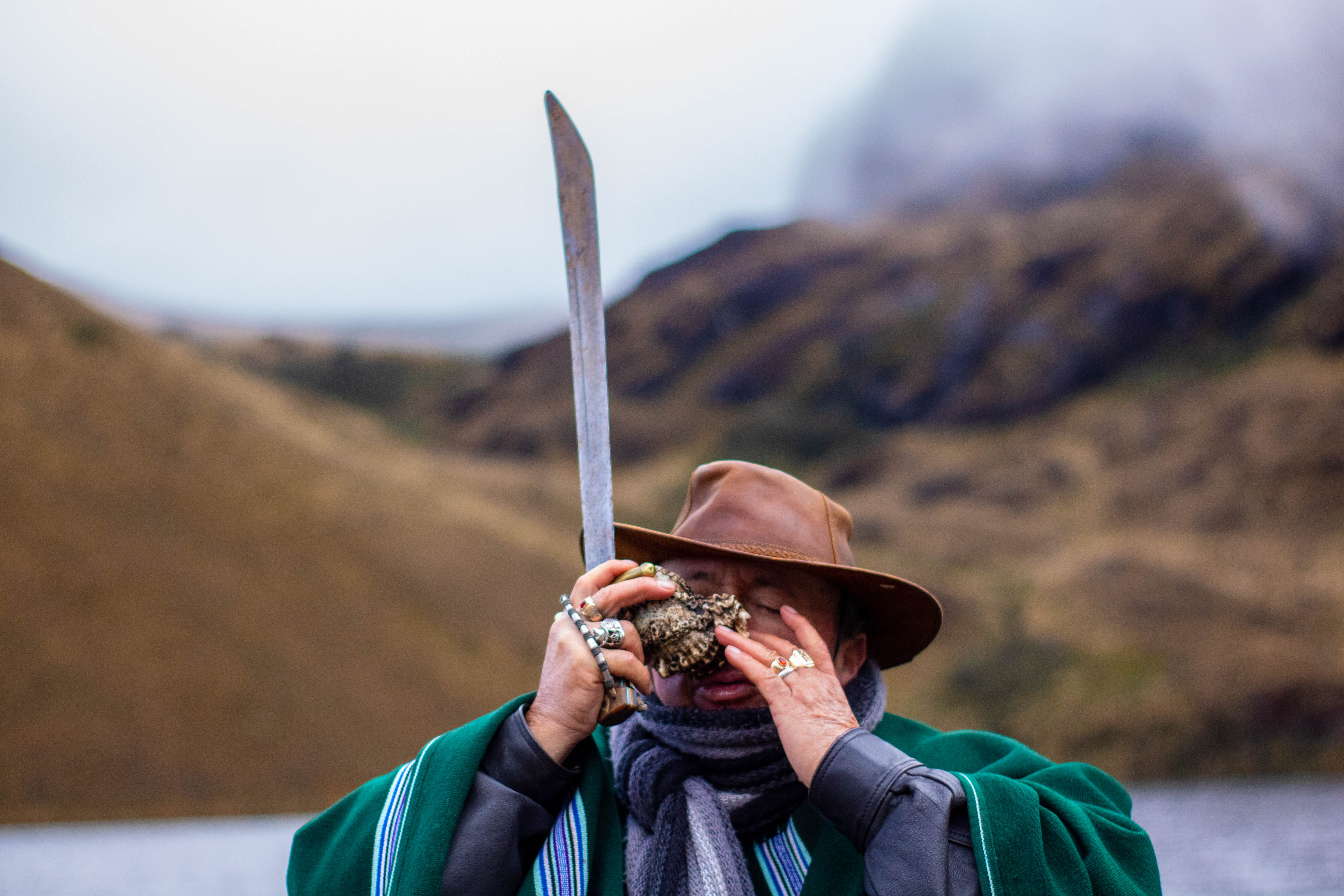
Curandero singando tabaco líquido por la nariz, en las orillas de la Laguna Negra en Huancabamba, Piura.

## Farmacología
Es sumamente importante que el proceso de elaboración del macerado de tabaco sea realizado de acuerdo a las formas tradicionales y en un contexto ritual. La nicotina, un compuesto orgánico volátil, es el alcaloide principal en la planta del tabaco y tiene una dosis letal mínima que va de 500 a 1000 mg de nicotina pura en adultos.

### Farmacocinética
Al ser el tabaco administrado intranasalmente, la nicotina tiene una rápida absorción a través de su fijación en la mucosa nasal, y posterior absorción a través del epitelio hacia las venas capilares y el torrente sanguíneo. Adicionalmente, el tabaco líquido excedente que no se ha impregnado en la mucosa nasal pasa luego hacia la cavidad bucal en donde es absorbido en forma sublingual a través de las mucosas en la cara inferior de la lengua incrementando así la absorción de nicotina en la sangre.

### Sinergía
La singada de tabaco, al ser parte de un ritual chamánico a partir del uso principalmente del cactus Echinopsis pachanoi, es posible que contribuya a crear un efecto sinérgico entre los alcaloides nicotina y mescalina. Esta sinergía ocurre en la preparación de otras bebidas enteógenas sudamericanas como en la combinación de la enredadera de la Banisteriopsis caapi (alcaloides: harmala y harmalina) y el arbusto Psychotria viridis (alcaloide: dimetiltriptamina) en la preparación de la poción de ayahuasca. Se han hallado evidencias de uso ancestral del cactus en diversos sitios de la sierra y costa del Perú, especialmente en las culturas Chavín y Cupisnique en esculturas y cerámicas. De la misma época y en las mismas culturas, se han hallado otras evidencias arqueológicas del complejo inhalatorio de la Anadenanthera colubrina (alcaloides: bufotenina, dimetiltriptamina y óxido de N,N-dimetiltriptamina) como en Huaca Prieta, Chavín de Huántar y Morro Éten (distrito de Etén, provincia de Chiclayo en Lambayeque). Dado la probable interacción sinérgica en estas culturas entre los alcaloides mescalina y bufotenina, y en el mismo territorio del curanderismo norteño, el antropólogo inglés Anthony Henman sugiere que la inhalación del tabaco en la singada es una adaptación dinámica del uso ancestral del cactus san pedro en combinación con la inhalación de la willka.
No obstante lo anterior, el 2014 se realizaron estudios determinando los efectos de la nicotina en las funciones cognitivas del cerebro de animales (ratas Sprague-Dawley) concluyéndose que este alcaloide incrementa la cantidad del precursor dopamínico L-DOPA y el metabolito HVA (ácido homovanílico) produciendo un incremento del neurotransmisor dopamina (DA). También se incrementó la cantidad del principal metabolito serotonínico 5-HIAA, produciéndose más serotonina, pero una menor cantidad en comparación a las cantidades producidas de dopamina. La molécula de mescalina es una feniletilamina, relacionada estructuralmente con la molécula del neurotranmisor dopamina que es otra feniletilamina, por lo que la inhalación de tabaco luego de haber bebido la decocción del cactus afectaría las funciones cognitivas al aumentar la cantidad de neurotransmisores produciendo entonces el efecto mencionado por los curanderos de "aclarar la mente" o "mejorar la visión".